# 小鐮花蝽
小鐮花蝽（学名：Cardiastethus exiguus）为花蝽科鐮花椿屬下的一个种。